# Esecuzione al tramonto
Esecuzione al tramonto (Star in the Dust) è un film del 1956 diretto da Charles F. Haas.